# Thessalia leona
Thessalia leona är en fjärilsart som beskrevs av Wright 1906. Thessalia leona ingår i släktet Thessalia och familjen praktfjärilar. Inga underarter finns listade i Catalogue of Life.